# Dauda Mohammed
Dauda Mohammed (sinh ngày 20 tháng 2 năm 1998) là một cầu thủ bóng đá người Ghana hiện tại thi đấu cho Anderlecht ở Giải bóng đá vô địch quốc gia Bỉ A.